# Рокосово (Великопольське воєводство)
Рокосово (пол. Rokosowo, нім. Schönwegen) — село в Польщі, у гміні Понець Гостинського повіту Великопольського воєводства.
Населення — 363 особи (2011).
У 1975-1998 роках село належало до Лешненського воєводства.

## Демографія
Демографічна структура станом на 31 березня 2011 року:
|          | Загалом | Допрацездатний вік | Працездатний вік | Постпрацездатний вік |
| -------- | ------- | ------------------ | ---------------- | -------------------- |
| Чоловіки | 168     | 39                 | 112              | 17                   |
| Жінки    | 195     | 43                 | 112              | 40                   |
| Разом    | 363     | 82                 | 224              | 57                   |